# Neophlepsius rafaeli
Neophlepsius rafaeli är en insektsart som beskrevs av Keti Maria Rocha Zanol 1988. Neophlepsius rafaeli ingår i släktet Neophlepsius och familjen dvärgstritar. Inga underarter finns listade i Catalogue of Life.